# 二腺拉加柳
二腺拉加柳（学名：Salix rockii f. biglandulosa）为杨柳科柳属拉加柳下的一个变型。

## 扩展阅读
- 維基物種上的相關：二腺拉加柳